# Nic Kerdiles
Nicolas "Nic" Kerdiles (Lewisville, Texas; 11 de enero de 1994-Nashville, Tennessee; 23 de septiembre de 2023) fue un jugador estadounidense de hockey sobre hielo que jugó cinco temporadas en la NHL con dos equipos en la posición de ala izquierda.

## Carrera

### Universidad
En su etapa universitaria jugó para los Wisconsin Badgers, donde logró el título nacional en su año de novato además de ganar el premio al mejor jugador del torneo nacional. Jugaría por una temporada más en el nivel universitario para ser profesional en 2014.

### Profesional
Sería elegido en la posición 36 global del Draft de 2014 por los Anaheim Ducks con los que firmaría un contrato por tres temporadas, y tendría su debut en los playoffs de la American Hockey League con los afiliados de Northfolk Admirals.
Sería hasta 2017 que debutaría con el primer equipo ante los Boston Bruins, siendo el primer jugador de Orange County en jugar para los Ducks. En junio de ese año firmaría una extensión de contrato por un año y $650,000.
Al ser un agente libre restringido, sería cambiado a los Winnipeg Jets por Chase De Leo el 30 de junio de 2018. Después firmaría un contrato por una temporada de dos vías con los Jets el 21 de agosto de 2018.

### Selección nacional
Representó a Estados Unidos desde la categoría sub-17, aunque sería en la categoría sub-18 donde tendría sus mayores logros al ganar dos veces el campeonato mundial de categoría.

## Muerte
Kerdiles murió en un accidente en su motocicleta en la mañana del 23 de septiembre de 2023 en Nashville, Tennessee, a los 29 años.

## Estadísticas

### Equipo
| 2010–11   | U.S. National Development Team | USHL      | 32 | 12 | 8  | 20 | 52 | —  | — | — | — | — |
| 2011–12   | U.S. National Development Team | USHL      | 18 | 4  | 9  | 13 | 18 | —  | — | — | — | — |
| 2012–13   | Wisconsin Badgers              | WCHA      | 32 | 11 | 22 | 33 | 37 | —  | — | — | — | — |
| 2013–14   | Wisconsin Badgers              | B1G       | 28 | 15 | 23 | 38 | 33 | —  | — | — | — | — |
| 2013–14   | Norfolk Admirals               | AHL       | 6  | 1  | 3  | 4  | 2  | 10 | 3 | 1 | 4 | 2 |
| 2014–15   | Norfolk Admirals               | AHL       | 51 | 9  | 17 | 26 | 43 | —  | — | — | — | — |
| 2015–16   | San Diego Gulls                | AHL       | 45 | 15 | 12 | 27 | 70 | —  | — | — | — | — |
| 2016–17   | San Diego Gulls                | AHL       | 27 | 7  | 8  | 15 | 25 | 8  | 4 | 4 | 8 | 6 |
| 2016–17   | Anaheim Ducks                  | NHL       | 1  | 0  | 0  | 0  | 0  | 4  | 0 | 1 | 1 | 2 |
| 2017–18   | San Diego Gulls                | AHL       | 49 | 15 | 19 | 34 | 34 | —  | — | — | — | — |
| 2017–18   | Anaheim Ducks                  | NHL       | 2  | 0  | 0  | 0  | 0  | —  | — | — | — | — |
| 2018–19   | Manitoba Moose                 | AHL       | 3  | 0  | 1  | 1  | 4  | —  | — | — | — | — |
| Total NHL | Total NHL                      | Total NHL | 3  | 0  | 0  | 0  | 0  | 4  | 0 | 1 | 1 | 2 |

### Selección nacional
| Año   | Selección      | Evento | Resultado        |    | PJ | G  | A  | Pts | PEN |
| ----- | -------------- | ------ | ---------------- | -- | -- | -- | -- | --- | --- |
| 2011  | Estados Unidos | U17    | Medalla de plata | 5  | 2  | 2  | 4  | 4   |     |
| 2011  | Estados Unidos | U18    | Medalla de oro   | 6  | 0  | 2  | 2  | 2   |     |
| 2012  | Estados Unidos | U18    | Medalla de oro   | 6  | 4  | 5  | 9  | 2   |     |
| 2014  | Estados Unidos | WJC    | 5°               | 5  | 2  | 5  | 7  | 4   |     |
| Total | Total          | Total  | Total            | 22 | 8  | 14 | 22 | 12  |     |

## Logros
| Award                               | Year |
| NCAA                                | NCAA |
| ----------------------------------- | ---- |
| Mejor Jugador del Torneo de la WCHA | 2013 |
| Equipo Ideal de la WCHA             | 2013 |